# دهنو تشاهدغان (مقاطعة فهرج)
دهنو تشاهدغان (بالفارسية: دهنو چاهدگان) هي قرية تقع في ناحية نغين كوير في إيران. يقدر عدد سكانها بـ 245 نسمة .